# Test-Achats

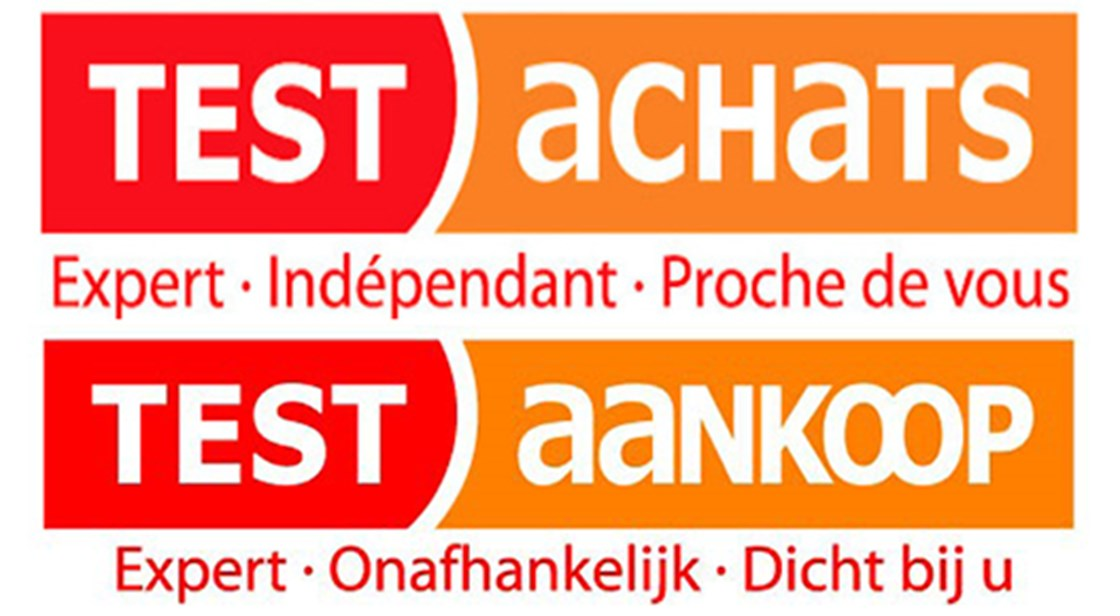
Logo de Test-Achats / Test-Aankoop.

Test-Achats (em Francês) ou Test-Aankoop (em Holandês) é uma associação Belga de defesa do consumidor.
As suas publicações (revistas) são:
- Test-Achats, especializada em testes a produtos e serviços;
- Budget & Droits, especializada na divulgação de direitos e na ajuda financeira (investimentos);
- Test Santé, especializada em ciência e saúde;
- Test Vin.

As suas publicações (boletins finaneiros) são:
- Budget Hebdo, especializada na avaliação a produtos financeiros;
- Budget Hebdo Plus, suplemento da Budget Hebdo;
- Supplément Actions, suplemento da Budget Hebdo especializado na avaliação a acções;
- Fonds et Sicav, especializada na avaliação a fundos de investimento;
- Croissance & Risque, especializada na avaliação a mercados.

## Ligações Externas
- Test-Achats (sítio oficial - versão em francês)
- Test-Aankoop (sítio oficial - versão em holandês)
- Budget Net (sítio oficial financeiro)
- Service Global (sítio oficial - subscrição de revistas)
- Service Global (sítio oficial - subscrição de boletins)